# Crimi Clowns
Crimi Clowns est une série télévisée belge et néerlandaise en 34 épisodes de 45 minutes créée par Luk Wyns et diffusée du 1er octobre 2012 au 25 mai 2018 sur la chaîne Q2. Aux Pays-Bas, seuls les quatorze premiers épisodes ont été diffusés du 30 novembre 2012 au 11 janvier 2013 sur Veronica.
Cette série est inédite dans tous les pays francophones.

## Distribution
- Johnny de Mol : Wesley Tersago
- Luk Wyns (nl) : Ronny Tersago
- Manou Kersting (nl) : Lou De Man
- Chris Willemsen (nl) : Mike Bolckmans
- Veerle Dejonghe (nl) : Rachel Rubbens
- Hilde Uitterlinden (nl) : Maria Deprez
- Frank Aendenboom : Jos den Dief
- Kimberley Klaver : Katia Mermowitz
- Silke Becu (nl) : Amber Tersago